# Октябрський Костянтин Володимирович
Костянти́н Володи́мирович Октя́брський (нар. 16 грудня 1983, Кременчук, Полтавська область) — український актор театру і кіно, телеведучий. Ведучий ранкового шоу «Ранок вдома» на каналі «Дім».

## Життя і кар'єра

### Ранні роки
Костянтин Октябрський народився в Києві, але його студентські роки пройшли в Дніпрі. Там він закінчив місцевий театрально-художній коледж, де проявив свій акторський талант. 

Після завершення навчання Костянтин почав активно зніматися в рекламі. Трохи пізніше його покликали на телебачення диктором новин. Але перший досвід акторської роботи хлопець отримав у Молодіжному театрі Дніпра. Там він працював протягом двох років (2005—2006) Костянтин зіграв на сцені безліч різнопланових персонажів. Сам Костянтин стверджує :""Та не працював я в театрі ні дня! То хтось у "Вікіпедії" це написав, і всі вірять. Я підписав документи на розподіл до Дніпропетровського молодіжного театру, але пішов працювати на телебачення." Талант молодого актора помітили одразу й запросили в популярний пародійний проєкт «Велика різниця по-українськи». А вже з 2010 року Костянтин почав активно зніматися в кіно і телесеріалах. Також хлопець тривалий час був ведучим автомобільної програми та навіть працював диктором новин.
У 2014 році він став ведучим популярного телепроєкту «Орел і решка. Шопінг».

### Особисте життя
Костянтина з майбутньою дружиною Самірою познайомив їх спільний друг. Потім вони зустрічалися близько року, після чого одружилися і повінчалися. У 2015 році у пари народився син Роберт

## Телебачення
| Рік            | Назва                  | Телеканал | Примітки | Дж. |
| -------------- | ---------------------- | --------- | -------- | --- |
| 2014           | «Орел і решка. Шопінг» |           |          |     |
| 2020 — дотепер | «Ранок вдома»          | Дом       |          |     |

## Фільмографія
| Рік       | Назва                                     | Роль                   | Примітки     | Дж. |
| --------- | ----------------------------------------- | ---------------------- | ------------ | --- |
| 2010      | Ефросинья (всі сезони)                    |                        |              |     |
| 2013      | Уже который день                          |                        |              |     |
| 2014-2015 | Сишиш-шоу                                 | Костиль                | Головна роль |     |
| 2014-2015 | Найкращий тиждень мого життя (телесеріал) | Ігор                   | Головна роль |     |
| 2016      | Хазяйка (серіал)                          | Макс                   |              |     |
| 2016      | Центральна лікарня                        | Вадим, анестезіолог    |              |     |
| 2016      | Шляхетні волоцюги                         | Клаус                  |              |     |
| 2018      | Рік собаки                                | Костянтин              |              |     |
| 2019      | Зоя (серіал)                              | Константин Морозов     |              |     |
| 2019      | Кріпосна                                  | Решетников             |              |     |
| 2019      | Перші ластівки                            | Ілля, помічник слідчої |              |     |
| 2020      | Звонар-2                                  | Максимов, слідчий      |              |     |
| 2020      | Найгірша подруга                          | Костянтин              |              |     |
| 2021      | Дільничний з ДВРЗ — Операція НОВИЙ РІК    | Костянтин              |              |     |
| 2023      | Шпиталь                                   | Андрій                 |              |     |
| 2025      | Парочка слідчих                           | Паша                   | Головна роль |     |